# تفکیک برند دبلیودبلیوئی
تفکیک برند دبلیودبلیوئی (به انگلیسی: WWE brand Extension) از کمپانی دبلیودبلیوئی است که کار و مسابقات درون آن را به دو بخش راو و اسمکد اون در راستر اصلی کرده‌است. بعد از دبلیودبلیوئیی درفت برخی از کشتی کج کاران فقط مختص برند راو و برخی فقط مختص برند اسمکداون هستند.

## موضوعات مرتبط
فهرست قهرمانان کنونی دبلیودبلیوئی